# Peromyscus hooperi
Peromyscus hooperi és una espècie de mamífer rosegador de la família dels cricètids. És endèmic de Mèxic, on viu a altituds d'entre 1.000 i 2.000 msnm. El seu hàbitat natural és la zona floral d'herbassar de transició. És una espècie en risc mínim, és a dir, no sembla que hi hagi cap amenaça significativa per a la seva supervivència.
L'espècie fou anomenada en honor del zoòleg estatunidenc Emmet Thurman Hooper.